# 许昌广播电视台
许昌广播电视台，是中华人民共和国河南省许昌市的一家广播电视播出机构，也是中共许昌市委、许昌市人民政府的喉舌。成立于1987年12月，台址位于许昌市八一路。它是许昌市主流媒体之一，拥有新闻综合频道、公共频道、科教频道3个频道。